# 比弗顿学区
比弗顿学区(Beaverton School District)是俄勒冈州的学区，总部在比弗顿。 比弗顿学区營運33間小学、8間初中和5間高中，学生人數達40,568人(50%是少数民族)。